# Estudis de gènere
|  | No s'ha de confondre amb Teoria feminista. |

Identitat de gènere múltiple

Els estudis de gènere són un camp acadèmic interdisciplinari dedicat a analitzar la identitat de gènere i la representació de gènere.
Els estudis de gènere es van originar en l'àmbit dels estudis de la dona, relacionats amb les dones, el feminisme, el gènere i la política. El camp ara es solapa amb els estudis queer i els estudis de l'home. De vegades, els estudis de gènere es complementen amb l'estudi de la sexualitat. El seu ascens a la prominència, sobretot a les universitats occidentals després de 1990, va coincidir amb l'auge de la desconstrucció.
Les disciplines que contribueixen amb freqüència als estudis de gènere inclouen els camps de la literatura, la lingüística, la geografia humana, la història, les ciències polítiques, l'arqueologia, l'economia, la sociologia, la psicologia, l'antropologia, el cinema, la musicologia, els estudis del mitjans de comunicació, el desenvolupament humà, el dret, la salut pública, i medicina. Els estudis de gènere també analitzen com la raça, l'ètnia, la ubicació, la classe social, la nacionalitat i la discapacitat s'entrecreuen amb les categories de gènere i sexualitat.
Sobre el gènere, Simone de Beauvoir va dir: «Una persona no neix dona, una persona esdevé una dona». Aquesta visió estableix que, en els estudis de gènere, el concepte «gènere» s'utilitza sovint per referir-se a les construccions socials i culturals de la masculinitat i la feminitat, més que als aspectes biològics del sexe masculí o femení. No obstant això, no tota la comunitat teòrica sobre el gènere està d'acord amb aquesta afirmació. Gran part de la comunitat sociòloga està d'acord amb la perspectiva de Beauvoir, però hi ha també altres persones amb teories oposades, com ara el psicoanalista Jacques Lacan o feministes com Judith Butler.
El gènere és pertinent per a moltes disciplines, com ara la teoria literària, els estudis teatrals, la teoria del cinema, la teoria de la performance, la història de l'art contemporani, l'antropologia, la sociologia, la sociolingüística i la psicologia. Tanmateix, aquestes disciplines de vegades difereixen en els seus enfocaments sobre com i per què s'estudia el gènere. En política, el gènere es pot veure com un discurs fonamental que els actors polítics utilitzen per posicionar-se en una varietat de qüestions. Els estudis de gènere també són una disciplina en si mateixa, que incorpora mètodes i enfocaments d'una àmplia gamma de disciplines.
Molts camps van arribar a considerar el «gènere» com una pràctica, de vegades referida com una cosa performativa.
La teoria feminista de la psicoanàlisi, articulada principalment per Julia Kristeva i Bracha L. Ettinger (i informada tant per Sigmund Freud com per Jacques Lacan), i la teoria de les relacions d'objecte, és molt influent en els estudis de gènere.

## Influències

### Teoria psiconalítica
Diversos teòrics han influït significativament en el camp dels estudis de gènere, concretament pel que fa a la teoria psicoanalítica. Entre aquests es troben Sigmund Freud, Jacques Lacan, Julia Kristeva i Bracha L. Ettinger.
El gènere estudiat sota la lent de cadascun d'aquests teòrics sembla una mica diferent:
- En un sistema freudià, les dones són «mutilades i han d'aprendre a acceptar la seva manca de penis»[Nota 1] (en termes freudians, una «deformitat»).[20]
- Jacques Lacan organitza la feminitat i la masculinitat segons diferents estructures inconscients. Tant els subjectes masculins com les femenines participen en l'organització «fàl·lica», i el vessant femení de la sexuació és «suplementari» i no oposat ni complementari.[21] Lacan utilitza el concepte de «sexuació» (situació sexual), que planteja el desenvolupament de rols de gènere i jocs de rols en la infància, per contrarestar la idea que la identitat de gènere és innata o biològicament determinada. Segons Lacan, la sexuació d'un individu té tant, si no més, a veure amb el desenvolupament d'una identitat de gènere com si fos genèticament sexuat masculí o femení.[22]
- Julia Kristeva ha desenvolupat significativament el camp de la semiòtica. Sosté que les cultures patriarcals, com les individuals, han d'excloure el matern i el femení perquè puguin sorgir.[23]
- Bracha L. Ettinger va transformar[18][24][25][26][27][28][29] la subjectivitat en la psicoanàlisi contemporània des de principis de la dècada del 1990 amb la Matrixial[30] femení-maternal i l'Eros[31] prematernal de «borderlinking» (frontera d'enllaç), «borderspacing» (frontera d'espai) i coemergència. La diferència matricial femenina defineix una mirada particular[32] i és una font de transsubjectivitat i transjectivitat[33] tant en homes com en dones. Ettinger repensa el subjecte humà tal com està informat per la connectivitat arcaica amb el matern i proposa la idea d'una complexitat Demèter-Persèfone.

#### Teoria psicoanalítica del feminisme
Les teòriques feministes com Juliet Mitchell, Nancy Chodorow, Jessica Benjamin, Jane Gallop, Bracha L. Ettinger, Shoshana Felman, Griselda Pollock, Luce Irigaray i Jane Flax han desenvolupat una psicoanàlisi feminista i han defensat que la teoria psicoanalítica és vital per al projecte feminista i ha de ser, com altres tradicions teòriques, criticada per les dones i també transformada per alliberar-la de vestigis de sexisme (és a dir, ser censurada). Shulamith Firestone, a The Dialectic of Sex (La dialèctica del sexe), anomena el freudianisme «el feminisme equivocat» i discuteix com el freudianisme és gairebé completament precís, amb l'excepció d'un detall crucial: a tot arreu on Freud escriu «penis», la paraula hauria de ser substituïda per «poder».
Crítiques com Elizabeth Grosz acusen Jacques Lacan de mantenir una tradició masclista en la psicoanàlisi. Altres, com Judith Butler, Bracha L. Ettinger i Jane Gallop, han utilitzat el treball lacanià, encara que de manera crítica, per desenvolupar estudis de gènere.
Segons J. B. Marchand, «Els estudis de gènere i la teoria queer són més aviat reticents, hostils a veure l'enfocament psicoanalític».
Per a Jean-Claude Guillebaud, els estudis de gènere (i activistes de les minories sexuals) «assetjaven» i consideren el psicoanàlisi i els psicoanalistes com «els nous sacerdots, els últims defensors de la normalitat genital, la moral, el moralisme o fins i tot l'obscurantisme».
Les preocupacions de Judith Butler per la visió psicoanalítica sota la qual la diferència sexual és «innegable» i patologitzant qualsevol esforç per suggerir que no és tan important i inequívoca. Segons Daniel Beaune i Caterina Rea, els estudis de gènere «sovint criticaven la psicoanàlisi per perpetuar un model familiar i social patriarcal, basat en una versió rígida i atemporal de l'ordre parental».

### Teoria literària
El feminisme francès, d'orientació psicoanalítica, es centra en la teoria visual i literària tot el temps. El llegat de Virginia Woolf, així com «la crida d'Adrienne Rich a la revisió de textos literaris i també de la història per part de les dones, ha animat una generació d'autores feministes a respondre amb textos propis». Griselda Pollock i altres feministes han articulat el mite i la poesia i la literatura, des del punt de vista de gènere.

### Influències postmodernes
L'aparició de les teories postmodernes va afectar els estudis de gènere, provocant un moviment en les teories de la identitat que va allunyar-se del concepte d'identitat de gènere fixa o essencialista, cap a identitats fluides o múltiples postmodernes. L'impacte del postestructuralisme, i el seu aspecte de teoria literària postmodernista, en els estudis de gènere va ser més destacat en el seu repte de grans narracions. El postestructuralisme va obrir el camí per a l'aparició de la teoria queer en els estudis de gènere, la qual cosa va obligar el camp a ampliar el seu àmbit a la sexualitat.
A més de l'expansió per incloure els estudis de sexualitat, sota la influència dels estudis de gènere postmoderns també ha girat la seva lent cap als estudis de masculinitat, gràcies al treball de sociòlegs i teòrics com R. W. Connell, Michael Kimmel. i E. Anthony Rotundo.
Aquests canvis i expansions han donat lloc a algunes disputes dins del camp, com la que hi ha entre les feministes de la segona onada i les teòriques queer. La línia traçada entre aquests dos camps rau en el problema tal com el veuen les feministes als teòrics queer, que argumenten que tot està fragmentat i no només no hi ha grans narracions sinó també tendències o categories. Les feministes argumenten que això esborra completament les categories de gènere, però no fa res per antagonitzar la dinàmica de poder cosificada pel gènere. És a dir, el fet que el gènere es construeixi socialment no desfà el fet que hi hagi capes d'opressió entre gèneres.

## Desenvolupament de la teoria

### Història
La història dels estudis de gènere contempla les diferents perspectives de gènere. Aquesta disciplina examina les maneres en què els esdeveniments històrics, culturals i socials configuren el paper del gènere en les diferents societats. El camp dels estudis de gènere, tot i que se centra en les diferències entre homes i dones, també analitza les diferències sexuals i les definicions menys binàries de la categorització de gènere.
Després de la revolució del sufragi universal del segle xx, el moviment d'alliberament de les dones de les dècades del 1960 i 1970 va impulsar una revisió per part de les feministes per «interrogar activament» les versions habituals i acceptades de la història tal com es coneixia en aquell moment. L'objectiu de moltes erudites feministes va ser qüestionar els supòsits originals sobre els atributs de dones i homes, mesurar-los realment i informar de les diferències observades entre dones i homes. Inicialment, aquests programes eren essencialment feministes, dissenyats per reconèixer les contribucions fetes tant per dones com per homes. Aviat, els homes van començar a mirar el masclisme de la mateixa manera que les dones miraven la feminitat, i van desenvolupar una àrea d'estudi anomenada «estudis de l'home». No va ser fins a les dècades del 1980 i 1990 que els estudiosos van reconèixer la necessitat d'estudiar en el camp de la sexualitat. Això es va deure al creixent interès pels drets de lesbianes i gais, i els estudiosos van trobar que la majoria de les persones associaran la sexualitat i el gènere junts, en lloc de com a entitats separades.
Tot i que des de l'any 1990 existeixen programes de doctorat en estudis de la dona, el novembre de 2005 es va aprovar el primer programa de doctorat per a un potencial doctorat en estudis de gènere als Estats Units d'Amèrica.
L'any 2015, la Universitat de Kabul es va convertir en la primera universitat de l'Afganistan a oferir un màster en estudis de gènere i de la dona. Després que els talibans prenguessin el control de la capital afganesa, la universitat va caure sota el seu control i va prohibir que les dones assistissin.

### Estudis de la dona
Els estudis de les dones són un àmbit acadèmic interdisciplinari dedicat a temes relacionats amb la dona, el feminisme, el gènere i la política. Sovint inclou la teoria feminista, la història de les dones (per exemple, la història del sufragi femení) i la història social, la ficció femenina, la salut de les dones, la psicoanàlisi feminista, i la pràctica feminista i influenciada pels estudis de gènere de la majoria de les humanitats i les ciències socials.

### Estudis de l'home
Els estudis de l'home són un àmbit acadèmic interdisciplinari dedicat a temes relacionats amb els homes, el gènere i la política. Sovint inclou la història dels homes i la història social, la ficció masculina, la salut dels homes, la psicoanàlisi masculina i la pràctica masclista i influenciada pels estudis de gènere de la majoria de les humanitats i les ciències socials. Timothy Laurie i Anna Hickey-Moody suggereixen que «sempre hi ha hagut perills presents en la institucionalització dels 'estudis de la masculinitat' com a comunitat semi-tancada», i assenyalen que «un cert triomfalisme respecte a la filosofia feminista persegueix moltes investigacions sobre masculinitats.»
Dins dels estudis de l'home, és important distingir l'enfocament específic sovint definit com «Estudis crítics sobre homes». Aquest enfocament es va desenvolupar en gran manera als països anglòfons des de principis de la dècada del 1980, especialment al Regne Unit, centrat aleshores al voltant del treball de Jeff Hearn, David Morgan i els seus col·legues. La influència de l'enfocament s'ha estès globalment des d'aleshores. S'inspira principalment en una sèrie de perspectives feministes (incloses les socialistes i radicals) i posa èmfasi en la necessitat d'investigació i pràctica per desafiar explícitament el sexisme d'homes i nens. Tot i que explora un ventall molt ampli de pràctiques masculines, tendeix a centrar-se especialment en temes relacionats amb la sexualitat i/o les violències masculines. Tot i que originàriament estava molt arrelat a la sociologia, des de llavors s'ha relacionat amb una àmplia gamma d'altres disciplines, com ara la política social, el treball social, els estudis culturals, els estudis de gènere, l'educació i el dret. En anys més recents, la investigació dels «Estudis crítics sobre homes» ha fet un ús particular de les perspectives comparades i/o transnacionals. Igual que els estudis sobre els homes i els estudis sobre la masculinitat en general, els estudis crítics sobre els homes han estat criticats pel fet de no centrar-se adequadament en la qüestió de les relacions dels homes amb els nens com a lloc clau per al desenvolupament de les formacions de la masculinitat dels homes: les relacions dels homes amb les dones i les relacions dels homes amb altres homes són els dos temes que estan molt investigats per comparació.

### Gènere a l'Àsia i a la Polinèsia
Algunes qüestions relacionades amb el gènere a l'Àsia oriental i la regió del Pacífic són més complexes i depenen de la ubicació i el context. Per exemple, a la Xina, Vietnam, Tailàndia, Filipines i Indonèsia, una gran importància del que defineix una dona prové de la força de treball. En aquests països, «els reptes relacionats amb el gènere tendeixen a estar relacionats amb l'apoderament econòmic, l'ocupació i les qüestions laborals, per exemple relacionades amb els treballadors del sector informal, la feminització dels fluxos migratoris, les condicions del lloc de treball i la seguretat social a llarg termini». Tanmateix, als països menys estables econòmicament, com ara Papua Nova Guinea, Timor Oriental, Laos, Cambodja i algunes províncies en llocs més allunyats, «les dones solen assumir el cost dels conflictes socials i domèstics i dels desastres naturals».
Llocs com l'Índia i la Polinèsia han identificat àmpliament categories de tercer gènere. Per exemple, la gent «hijra/kinnar/kinner» de l'Índia sovint es considera com un tercer gènere. «Hijra» sovint es considera un terme ofensiu, de manera que els termes «kinnar» i «kinner» s'utilitzen sovint per a aquests individus. En llocs com l'Índia i el Pakistan, aquestes persones s'enfronten a taxes més altes d'infecció pel VIH, depressió i sense llar. La llengua polinèsia també és coherent amb la idea d'un tercer gènere o gènere no binari. El terme samoà «fa'afafine», que significa «a la manera de fer d'una dona», s'utilitza per referir-se a un paper de tercer gènere/no binari a la societat. Aquestes sexualitats s'expressen a través d'un espectre, tot i que alguna literatura ha suggerit que els individus fa'afafine tenen relacions sexuals entre ells.
Un tema que segueix sent constant a totes les províncies en diferents estadis de desenvolupament és que les dones tenen una veu feble a l'hora de prendre decisions. Una de les raons d'això és la «tendència creixent a la descentralització [que] ha traslladat la presa de decisions a nivells en què la veu de les dones és sovint més feble i on fins i tot el moviment de la societat civil de dones, que ha estat un poderós defensor a nivell nacional, lluita per organitzar-se i ser escoltat».
L'enfocament de la costa del Pacífic de l'Àsia Oriental per ajudar a integrar aquestes qüestions de gènere es basa en un mètode de tres pilars:
- El primer pilar s'associa amb països d'ingressos mitjans i països emergents d'ingressos mitjans per mantenir i compartir els guanys en creixement i prosperitat.
- El segon pilar dona suport als fonaments del desenvolupament per a la pau, el creixement renovat i la reducció de la pobresa a les zones més pobres i fràgils.
- El tercer pilar proporciona una etapa per començar la gestió, l'intercanvi i la difusió del coneixement sobre el desenvolupament sensible al gènere a la regió.

Aquests programes ja s'han establert i tenen èxit a Vietnam, Tailàndia, Xina, així com a les Filipines, i també es comencen a fer esforços a Laos, Papua Nova Guinea i Timor Oriental. Aquests pilars parlen de la importància de mostrar els estudis de gènere.

### Judith Butler
L'obra Gender Trouble de la filòsofa i teòrica feminista Judith Butler va parlar de la performativitat de gènere. En termes de Butler, el rendiment del gènere, el sexe i la sexualitat és sobre el poder a la societat. Situa la construcció del «subjecte de gènere, sexuat, desitjant» en els «discursos reguladors». Una part de l'argument de Butler es refereix al paper del sexe en la construcció del gènere i la sexualitat «naturals» o coherents. En el seu relat, el gènere i l'heterosexualitat es construeixen com a naturals perquè l'oposició dels sexes masculí i femení es perceben com a naturals en l'imaginari social.

## Crítiques
L'historiador i teòric Bryan D. Palmer argumenta que la dependència actual dels estudis de gènere en el postestructuralisme, amb la seva cosificació del discurs i l'evitació de les estructures d'opressió i lluites de resistència, enfosquia els orígens, els significats i les conseqüències dels esdeveniments i processos històrics, i pretén contrarestar les tendències actuals dels estudis de gènere amb l'argument de la necessitat d'analitzar les experiències viscudes i les estructures de subordinació i poder.
La psicòloga Debra W. Soh postula que els estudis de gènere es compon d'erudicions dubtoses, que és una ideologia no-científica i que provoca alteracions innecessàries en la vida dels nens.
La filòsofa feminista Rosi Braidotti ha criticat els estudis de gènere com «la presa de possessió de l'agenda feminista per part dels estudis sobre masclisme, que té com a resultat un trasllat de finançament de les posicions feministes del professorat a altres tipus de càrrecs. Hi ha hagut casos... de posicions anunciades com estudis de gènere que es regalen als nois brillants. Part de la presa de control competitiva té a veure amb els estudis gai. En aquesta discussió té una importància especial el paper de l'editor principal Routledge que, al nostre parer, és responsable de promoure el gènere com a forma de desradicalitzar l'agenda feminista, tornant a comercialitzar el masclisme i la identitat masculina gai».
Calvin Thomas va respondre que, «com assenyala Joseph Allen Boone,» molts dels homes de l'acadèmia que són els «aliats» més solidaris del feminisme són «gais», i que és «desencisador» ignorar les maneres en què els editors convencionals, com ara com Routledge han promogut teòriques feministes.
Els estudis de gènere, i més particularment els estudis queer dins dels estudis de gènere, han estat criticats pels bisbes i cardenals de l'Església catòlica com «un atac a la biologia humana».
El papa Francesc ha dit que ensenyar sobre la identitat de gènere a les escoles és una «colonització ideològica» que amenaça les famílies tradicionals i la fertilitat heterosexualitati l'ha qualificada de maldat.
Segons una carta pastoral del bisbe de Còrdova, Demetrio Fernández,
| «                                      | La ideologia de gènere és una filosofia, segons la qual el sexe ja no és una dada originària de la naturalesa, que l'home ha d'acceptar i omplir personalment de sentit, sinó un paper social del qual es decideix autònomament. | » |
| — Demetrio Fernández. Bisbe de Còrdova | |   |

En una definició una mica més llarga, el diaca Girolamo Furio explica:
| «                | La teoria del gender è una idea che sostiene la non-esistenza di una differenza biologica tra uomini e donne determinata da fattori scritti nel corpo, ma che gli uomini e le donne sono uguali da ogni punto di vista; c'è quella differenza morfologica, ma non conta niente. Invece la differenza maschile / femminile è una differenza esclusivamente culturale, cioè gli uomini sono uomini perché sono educati da uomini, le donne sono donne perché sono educate da donne. Se non ci fossero queste costruzioni culturali non ci sarebbero differenze tra donne e uomini e il genere umano sarebbe fatto di persone uguali. In tal modo la sessualità viene dissociata dalla personalità, non viene naturalmente connessa con la costruzione di una persona. | La teoria del gènere és una idea que sosté la no-existència d'una diferència biològica entre homes i dones determinada per factors inherents al cos, sinó que els homes i les dones són iguals des de tots els punts de vista; que existeix aquesta diferència morfològica, però no compta. Així, la diferència masculina/femenina és una diferència exclusivament cultural, és a dir, els homes són homes perquè són educats com a homes, les dones són dones perquè són educades com a dones. Si no existissin aquestes construccions culturals, no hi hauria diferències entre dones i homes i el gènere humà estaria format per persones iguals. De manera que es dissocia la sexualitat de la personalitat, no està connectada amb la construcció d'una persona. | » |
| — Girolamo Furio | | |   |

Així, el cardenal Robert Sarah, arquebisbe emèrit de Conakry, Guinea, prefecte del Dicasteri per al Culte Diví i la Disciplina dels Sagraments i president del Consell Pontifici Cor Unum, considerava que existeixen actualment «dues forces diabòliques: l'ISIS o Estat Islàmic i la teoria del gènere».
França va ser un dels primers països on aquesta reivindicació es va generalitzar quan els moviments catòlics van marxar pels carrers de París contra el projecte de llei sobre el matrimoni i l'adopció homoparental. L'estudiós de dret i gènere Bruno Perreau argumenta que aquesta por té arrels històriques profundes i que el rebuig dels estudis de gènere i la teoria queer expressa angoixes sobre la identitat nacional i la política de les minories. Jayson Harsin argumenta que el moviment francès contra la «teoria de gènere» demostra les qualitats de la política global de la postveritat populista de la dreta.
L'ensenyament de determinats aspectes dels estudis de gènere va ser prohibit a les escoles públiques de Nova Gal·les del Sud després d'una revisió independent sobre com l'Estat ensenya l'educació sexual i sanitària, i el polèmic material inclòs en els materials didàctics.

### Actituds del govern

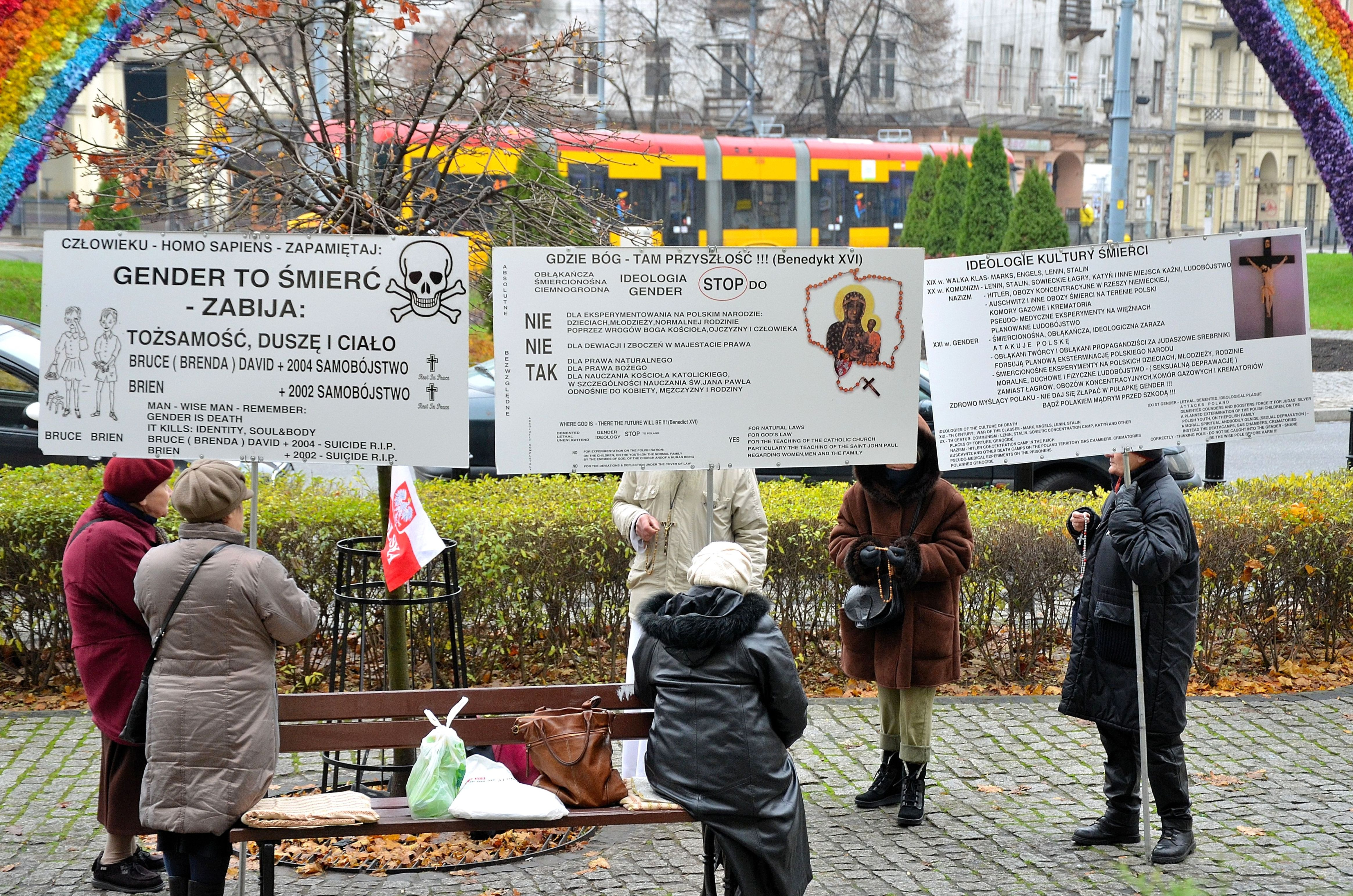
Piquet contra «Ideologia de gènere» a Varsòvia, 2014

A Europa central i oriental, els moviments antigènere estan en augment, especialment a Hongria, Polònia i Rússia.

#### Rússia
A Rússia, actualment es tolera els estudis de gènere; tanmateix, les pràctiques recolzades per l'Estat segueixen les perspectives de gènere tradicionals dels que tenen el poder. La llei relacionada amb el processament i la condemna de la violència domèstica, per exemple, va ser molt limitada el 2017. Des del 2010, el govern rus també ha liderat una campanya al Consell de Drets Humans de les Nacions Unides (UNHRC) per reconèixer els «valors tradicionals» russos com a consideració legítima en la protecció dels drets humans i promoció.

#### Hongria
Els programes d'estudis de gènere es van prohibir a Hongria l'octubre de 2018. En un comunicat publicat per l'oficina del primer ministre hongarès, Viktor Orbán, un portaveu va afirmar que «el punt de vista del govern és que les persones neixen homes o dones, i no ho considerem acceptable per a nosaltres parlar de gèneres socialment construïts en lloc de sexes biològics». La prohibició ha atregut les crítiques de diverses universitats europees que ofereixen el programa, entre elles la Universitat Centreeuropea, amb seu a Budapest, la carta de la qual va ser revocada pel govern, i és àmpliament vista com una part de l'allunyament del partit governant hongarès dels principis democràtics.

#### Xina
El Govern Popular Central dona suport als estudis de gènere i desenvolupament social del gènere en la història i les pràctiques que porten a la igualtat de gènere. Citant la filosofia de Mao Zedong, «Les dones aguanten la meitat del cel», es pot veure com una continuació de la igualtat d'homes i dones introduïda com a part de la Revolució Cultural.

#### Romania
El Senat romanès va aprovar per àmplia majoria el juny de 2020 una actualització de la Llei d'Educació Nacional que prohibiria les teories i opinions sobre la identitat de gènere segons les quals «el gènere és un concepte separat del sexe biològic». El desembre de 2020, el Tribunal Constitucional de Romania va anul·lar la prohibició; abans, el president Klaus Iohannis havia impugnat el projecte de llei.